# Пшевуз (Ґарволінський повіт)
Пшевуз (пол. Przewóz) — село в Польщі, у гміні Мацейовиці Ґарволінського повіту Мазовецького воєводства.
Населення — 242 особи (2011).
У 1975-1998 роках село належало до Седлецького воєводства.

## Демографія
Демографічна структура станом на 31 березня 2011 року:
|          | Загалом | Допрацездатний вік | Працездатний вік | Постпрацездатний вік |
| -------- | ------- | ------------------ | ---------------- | -------------------- |
| Чоловіки | 118     | 23                 | 84               | 11                   |
| Жінки    | 124     | 26                 | 73               | 25                   |
| Разом    | 242     | 49                 | 157              | 36                   |